# Ziegler Géza (építész, 1896–1966)
Ifjabb Ziegler Géza  (Budapest, 1896. november 25. – Budapest, 1966. március 10.) magyar építész.

## Élete
Idősebb Ziegler Géza építész és Nocher Anna fiaként született. Elsősorban a két világháború közötti időszakban készített terveket különböző köz- és magánépületekre, de ezeknek csak egy része valósulhatott meg.
Az 1945 utáni rendszerben a Csepel Vas- és Fémművek tervező mérnökeként kapott munkát.

### Családja
1931. szeptember 6-án Budapesten vette feleségül Schandl Terézia Franciska Vilma Máriát, Schandl Károly (1882–1972) politikus leányát. 1945-ben elváltak.

## Ismert épületei
- ?: rádióállomás, Nagyszénás[5]
- ?: rádióállomás, Tárnok[5]

### Tervben maradt épületek
- 1928: Magyar Királyi Postatisztviselők telephelye, Balatonalmádi (megvett terv)[6]
- 1929: Hévízvárosi üdülőtelep villája (megvett terv)[6]